# 1996-os magyar fedett pályás atlétikai bajnokság
Az 1996-os magyar fedett pályás atlétikai bajnokság a 23. bajnokság volt. A váltóversenyeket a Budapest Sportcsarnokban rendezték meg január 26-án. A többpróba bajnokságot február 2-3-án tartották az Olimpiai Csarnokban. Február 3-án a Budapest Sportcsarnok körfolyosóján bonyolították le a gyaloglást.

## Eredmények

### Férfiak
| Versenyszám     | Arany                                                         | Arany   | Ezüst                                                          | Ezüst   | Bronz                                                         | Bronz   |
| --------------- | ------------------------------------------------------------- | ------- | -------------------------------------------------------------- | ------- | ------------------------------------------------------------- | ------- |
| 60 m            | Dobos György Újpesti TE                                       | 6,82    | Rezák Pál Újpesti TE                                           | 6,89    | Makláry Szabolcs Bp. Honvéd                                   | 6,94    |
| 200 m           | Gyulai Miklós Bp. Honvéd                                      | 21,91   | Szél Tibor Békéscsabai AC                                      | 21,92   | Nyilasi Péter Újpesti TE                                      | 21,98   |
| 400 m           | Nyilasi Péter Újpesti TE                                      | 48,36   | Dombi Zétény Csepel                                            | 48,50   | Szél Tibor Békéscsabai AC                                     | 48,52   |
| 800 m           | Somfai Dávid TFSE                                             | 1:51,43 | Nagy Viktor Diósgyőri AC                                       | 1:52,02 | Nagy István Újpesti TE                                        | 1:52,72 |
| 1500 m          | Berkovics Imre BVSC                                           | 3:54,86 | Szemán János VEDAC                                             | 3:56,52 | Benkő Zsolt Újpesti TE                                        | 3:56,94 |
| 3000 m          | Berkovics Imre BVSC                                           | 8:22,20 | Szemán János VEDAC                                             | 8:31,11 | Oláh Roland Alba Regia AK                                     | 8:32,08 |
| 4 × 400 m       | Bédi Tibor Dombi Zétény Tokaji Gábor Kelemen Sándor Csepel SC | 3:16,16 | Borszéki Péter Fenyves Csaba Kovács J Gyulai Miklós Bp. Honvéd | 3:19,96 | Mihalovits Gábor Gyimes Zsolt Töreki András Somfai Dávid TFSE | 3:21,97 |
| 60 m gát        | Magda Szilárd Újpesti TE                                      | 7,98    | Munkácsi Sándor Újpesti TE                                     | 8,00    | Kilvinger Attila Favorit                                      | 8,20    |
| 35 km gyaloglás | Urbanik Sándor Békéscsabai AC                                 | 2:38,52 | Lengyel Gábor Szegedi VSE                                      | 2:57:47 | Börcsök Zoltán Szegedi VSE                                    | 3:13:24 |
| magasugrás      | Deutsch Péter BEAC                                            | 222 cm  | Bakler Zoltán Mátyásföldi LTC                                  | 218 cm  | Somogyi János BEACZsivoczky Attila II. kerületi TVE           | 214 cm  |
| rúdugrás        | Farkas Zoltán Bp. Honvéd                                      | 530 cm  | Szabó Dezső Újpesti TE                                         | 520 cm  | László Ferenc Bp. Honvéd                                      | 510 cm  |
| távolugrás      | Makó György Debreceni MTE                                     | 767 cm  | Ordina Tibor Újpesti TE                                        | 766 cm  | Földessy Csaba Ferencvárosi TC                                | 692 cm  |
| hármasugrás     | Ordina Tibor Újpesti TE                                       | 16,48 m | Czingler Zsolt Újpesti TE                                      | 16,00 m | Dömötör Balázs Tatabányai SC                                  | 15,66 m |
| súlylökés       | Kóczián Jenő Újpesti TE                                       | 18,75 m | Németh Zsolt Szombathelyi AC93                                 | 16,15 m | Pintér Attila Ikarus                                          | 15,75 m |
| hétpróba        | Munkácsi Sándor Újpesti TE                                    | 6032    | Kürtösi Zsolt TFSE                                             | 5822    | Kovács Viktor Bp. Honvéd                                      | 5365    |

### Nők
| Versenyszám     | Arany                                                                  | Arany   | Ezüst                                                                              | Ezüst   | Bronz                                               | Bronz   |
| --------------- | ---------------------------------------------------------------------- | ------- | ---------------------------------------------------------------------------------- | ------- | --------------------------------------------------- | ------- |
| 60 m            | Barati Éva Bp. Honvéd                                                  | 7,28    | Vaszi Tünde Bp. Honvéd                                                             | 7,53    | Szabó Enikő Debreceni SI                            | 7,67    |
| 200 m           | Barati Éva Bp. Honvéd                                                  | 24,36   | Vaszi Tünde Bp. Honvéd                                                             | 24,77   | Petráhn Barbara Győri DózsaKurucz Andrea Újpesti TE | 25,03   |
| 400 m           | Kurucz Andrea Újpesti TE                                               | 55,54   | Petráhn Barbara Győri Dózsa                                                        | 55,78   | Szekeres Judit Szolnoki MÁV MTE                     | 56,28 m |
| 800 m           | Varga Judit Haladás                                                    | 2:09,74 | Barta Viktória Kaposvári Építők                                                    | 2:11,24 | Czégé Éva Gyula                                     | 2:12,51 |
| 1500 m          | Barta Viktória Kaposvári Építők                                        | 4:28,34 | Csizi Réka Kaposvári Építők                                                        | 4:29,00 | Czégé Éva Gyula                                     | 4:40,16 |
| 3000 m          | Dóczi Éva VEDAC                                                        | 9:12,19 | Csizi Réka Kaposvári Építők                                                        | 9:47,15 | Ágoston Zita Hunyadi DSE                            | 9:47,15 |
| 4 × 400 m       | Gróf Andrea Kozáry Ágnes Balázsic Renáta Mádai Mónika Zalaegerszegi AC | 3:50,96 | Komlóssy Zsuzsa Eisenhoffer Ágnes Stankovits Katalin Mészáros Krisztina Bp. Honvéd | 3:52,92 | Horváth T Ray Szilvia Urr Anita Bori Annamária MTK  | 3:54,39 |
| 60 m gát        | Bálint Zita Csepel                                                     | 8,29    | Vaszi Tünde Bp. Honvéd                                                             | 8,52    | Ajkler Zita SKDASE                                  | 8,68    |
| 20 km gyaloglás | Rosza Mária Békéscsabai AC                                             | 1:33,50 | Alföldi Andrea Komlói Bányász                                                      | 1:37:38 | Ilyés Ildikó Alba Regia AK                          | 1:37:48 |
| magasugrás      | Győrffy Dóra BEAC                                                      | 185 cm  | Hegyi Judit VEDACInáncsi Vera Bp. Honvéd                                           | 178 cm  |                                                     |         |
| rúdugrás        | Szemerédi Eszter Újpesti TE                                            | 390 cm  | Szabó Zsuzsanna TFSE                                                               | 380 cm  | Donáth Katalin Újpesti TE                           | 350 cm  |
| távolugrás      | Vaszi Tünde Bp. Honvéd                                                 | 650 cm  | Bálint Zita Csepel                                                                 | 625 cm  | Ajkler Zita SKDASE                                  | 597 cm  |
| hármasugrás     | Bálint Zita Csepel                                                     | 13,34 m | Szála Anett TFSE                                                                   | 13,05 m | Héda Nikolett Favorit                               | 12,81 m |
| súlylökés       | Ináncsi Rita Bp. Honvéd                                                | 14,45 m | Divós Katalin Szombathelyi AC93                                                    | 13,98 m | Ináncsi Vera Bp. Honvéd                             | 13,90 m |
| ötpróba         | Ináncsi Vera Bp. Honvéd                                                | 4040    | Kiss Enikő Pécsi AC                                                                | 3856    | Ajkler Zita SKDASE                                  | 3707    |